# Fine Line
| 전문가 평가         | 전문가 평가 |
| 총 점수             | 총 점수     |
| 출처                | 점수        |
| ------------------- | ----------- |
| AnyDecentMusic?     | 7.1/10      |
| 메타크리틱          | 76/100      |
| 평가 점수           |             |
| 출처                | 점수        |
| AllMusic            | [ 3 ]       |
| The A.V. Club       | B+          |
| The Daily Telegraph | [ 5 ]       |
| The Guardian        | [ 6 ]       |
| The Independent     | [ 7 ]       |
| NME                 | [ 8 ]       |
| Now                 | [ 9 ]       |
| Pitchfork           | 6.0/10      |
| Rolling Stone       | [ 11 ]      |
| Slant Magazine      | [ 12 ]      |

《Fine Line》은 2019년 12월 13일 컬럼비아 레코드와 어스킨이 발매한 영국의 싱어송라이터 해리 스타일스의 두 번째 스튜디오 음반이다. 이 음반의 주제는 이별, 행복, 섹스, 슬픔에 관한 것이다. 이 음반은 프로그레시브 팝, 사이키델릭 팝, 포크, 솔, 펑크, 인디 팝의 요소가 가미된 팝 록으로 묘사된다. 이 곡은 주로 타일러 존슨과 키드 하푼과 함께 작업하고 프로듀싱을 했다.
7개의 싱글 〈Lights Up〉, 〈Adore You〉, 〈Falling〉, 〈Watermelon Sugar〉, 〈Golden〉, 〈Treat People with Kindness〉의 지원을 받아 타이틀곡은 영국 음반 차트에서 3위로 데뷔했고 이후 플래티넘 인증을 받았다. 이 음반은 빌보드 200에서 1위로 데뷔하여 스타일스의 미국 2연속 1위 음반이 되었다. 이 음반은 2019년 미국에서 세 번째로 큰 판매 주간을 가졌으며, 닐슨 사운드스캔이 시작된 이래 영국 남성 아티스트의 가장 큰 데뷔 기록인 478,000장의 음반과 동등한 유닛을 얻었다. 이 음반은 미국에서 300만 장 이상의 판매량과 음반에 상응하는 판매량으로 트리플 플래티넘 인증을 받았다.
《Fine Line》은 음악 평론가들로부터 전반적으로 긍정적인 평가를 받았다. 2020년 브릿 어워드 올해의 음반 후보에 올랐고, 2021년 그래미 어워드 최우수 팝 보컬 음반 후보에 올랐다. 이 음반은 〈Watermelon Sugar〉로 그래미 어워드 최우수 팝 솔로 퍼포먼스상과 브릿 어워드 올해의 영국 싱글상을 수상했다. 2020년 《롤링 스톤》은 이 음반을 역사상 가장 위대한 음반 500장 목록에서 491위로 선정하여 가장 최근에 포함된 음반으로 만들었다.

## 배경
2019년 8월 26일에 공개된 《롤링 스톤》과의 인터뷰에서, 이 가수는 스타일스가 "성관계를 맺고 슬퍼하는 모든 것"이라고 설명한 그의 음반에 "최종적인 터치"를 넣었다고 보고되었다 이 음반은 또한 그의 "그가 지금까지 작곡한 곡들 중 가장 강하고 영혼이 담긴 곡들"을 포함하고 있다고 묘사되었다. 그의 두 번째 음반의 방향에 대해, 스타일스는 자신의 셀프 타이틀 데뷔 음반보다 더 재미있고 모험적이고 싶었다고 밝혔다.
이 음반의 대부분은 스타일스와 모델 카밀 로우의 관계에서 영감을 받았다. 커플이 헤어진 후, 프로듀서이자 작곡가인 키드 하푼은 스타일스가 그들에 대해 글을 쓰면서 그의 감정을 다루도록 격려했다. 녹음하는 동안 스타일스는 데이비드 보위, 밴 모리슨, 폴 매카트니, 조니 미첼에게 영감을 받았다. 후자의 음반 《Blue》 (1971년)와 덜시머의 사용은 특히 음반의 음악 스타일에 영향을 미쳤다. 스타일스는 미첼의 음반에 사용된 덜시머를 만든 여성을 추적하여 레슨을 요청했다. 스타일스는 녹음 과정에서 "환각버섯"을 사용했다.

## 음악 스타일
《Fine Line》은 주로 프로그레시브 팝, 사이키델릭 팝, 포크, 솔, 펑크, 인디 팝의 요소를 통합한 팝 록 음반이다.

## 곡 목록
| #            | 제목                           | 작사·작곡                                            | 재생 시간 |
| ------------ | ------------------------------ | ---------------------------------------------------- | --------- |
| 1.           | 〈Golden〉                     | Harry Styles Thomas Hull Tyler Johnson Mitch Rowland | 3:28      |
| 2.           | 〈Watermelon Sugar〉           | Styles Hull Johnson Rowland                          | 2:53      |
| 3.           | 〈Adore You〉                  | Styles Hull Johnson Amy Allen                        | 3:27      |
| 4.           | 〈Lights Up〉                  | Styles Hull Johnson                                  | 2:52      |
| 5.           | 〈Cherry〉                     | Styles Hull Johnson Jeff Bhasker Sammy Witte         | 4:19      |
| 6.           | 〈Falling〉                    | Styles Hull                                          | 4:00      |
| 7.           | 〈To Be So Lonely〉            | Styles Hull Johnson Rowland                          | 3:12      |
| 8.           | 〈She〉                        | Styles Hull Rowland Bhasker                          | 6:02      |
| 9.           | 〈Sunflower, Vol. 6〉          | Styles Hull Greg Kurstin                             | 3:41      |
| 10.          | 〈Canyon Moon〉                | Styles Hull Rowland                                  | 3:09      |
| 11.          | 〈Treat People with Kindness〉 | Styles Bhasker Ilsey Juber                           | 3:17      |
| 12.          | 〈Fine Line〉                  | Styles Hull Johnson Rowland Witte                    | 6:17      |
| 총 재생 시간 | 총 재생 시간                   | 총 재생 시간                                         | 46:37     |

## 인증
| 국가                                                                                         | 인증             | 판매량/출하량 |
| -------------------------------------------------------------------------------------------- | ---------------- | ------------- |
| 오스트레일리아 (ARIA)                                                                        | 2× 플래티넘      | 140,000       |
| 오스트리아 (IFPI 오스트리아)                                                                 | 플래티넘         | 15,000        |
| 벨기에 (BEA)                                                                                 | 골드             | 10,000        |
| 브라질 (Pro-Música Brasil)                                                                   | 3× 플래티넘      | 120,000       |
| 캐나다 (뮤직 캐나다)                                                                         | 4× 플래티넘      | 320,000       |
| 덴마크 (IFPI Danmark)                                                                        | 3× 플래티넘      | 60,000        |
| 프랑스 (SNEP)                                                                                | 플래티넘         | 100,000       |
| 독일 (BVMI)                                                                                  | 골드             | 100,000       |
| 아이슬란드 (FHF)                                                                             | 골드             | 2,500         |
| 이탈리아 (FIMI)                                                                              | 2× 플래티넘      | 100,000       |
| 멕시코 (AMPROFON)                                                                            | 3× 플래티넘+골드 | 210,000       |
| 뉴질랜드 (RMNZ)                                                                              | 4× 플래티넘      | 60,000        |
| 노르웨이 (IFPI 노르웨이)                                                                     | 플래티넘         | 20,000*       |
| 폴란드 (ZPAV)                                                                                | 3× 플래티넘      | 60,000        |
| 포르투갈 (AFP)                                                                               | 플래티넘         | 15,000^       |
| 싱가포르 (RIAS)                                                                              | 플래티넘         | 10,000*       |
| 스페인 (PROMUSICAE)                                                                          | 플래티넘         | 40,000        |
| 스웨덴 (GLF)                                                                                 | 플래티넘         | 30,000        |
| 스위스 (IFPI 스위스)                                                                         | 플래티넘         | 20,000        |
| 영국 (BPI)                                                                                   | 2× 플래티넘      | 600,000       |
| 미국 (RIAA)                                                                                  | 3× 플래티넘      | 3,000,000     |
| *판매량을 기반으로 한 인증 · ^출하량을 기반으로 한 인증 · 판매량+스트리밍을 기반으로 한 인증 |                  |               |